# LMS Bogie Trolley 136
LMS Bogie Trolley 136 waren Tiefladewagen mit vier zweiachsigen Drehgestellen nach Musterblatt 136 (im Englischen mit Bogie Trolley bezeichnet). Sie waren ab 1926 bei der London, Midland and Scottish Railway (LMS) im Einsatz.

## Geschichte
Bei der LMS kamen im Laufe ihres Bestehens  spezielle Schwertransportwagen für den Transport schwerer mechanischer Ausrüstung zum Einsatz. Je größer und schwerer die zu transportierenden Güter wurden, desto größer und tragfähiger mussten diese Wagen werden. Vor allem Transformatoren waren zu dieser Zeit sehr groß, weshalb solche Wagen im Englischen später auch oft als Transformer Wagon bezeichnet wurden.
Bei dem Wagentyp nach Musterblatt 136 handelte es sich um einen Tragschnabelwagen mit Tiefladebrücke, der eine Ladung von bis zu 80 t transportieren konnte. Die Wagen bestanden aus einer abgekröpften Ladebrücke, die sich an beiden Enden über eine Zwischenbrücke auf je zwei zweiachsige Drehgestelle abstützte. Gebaut wurden die beiden Wagen 1926 von Hurst, Nelson and Company.

## Weiterentwicklungen
Da Transformatoren, Schiffsschrauben und Turbinen immer schwerer und größer wurden, baute die LMS 1930 ihren größten Schwertransportwagen nach Musterblatt 136A mit einem Eigengewicht von 58 t und einer Lademasse von 120 t. Dieser Wagen war vom Aufbau ähnlich, hatte aber vier dreiachsige Drehgestelle und eine Länge über Puffer von 26.542 mm. Mit diesen Maßen erreichte der Wagen damals schon fast die Größe wesentlich später gebauter ähnlicher Wagen, wie beispielsweise die ab 1951 gebauten BWS-Tiefladewagen der Indischen Staatsbahnen.
Wie lange diese Spezialwagen im Einsatz waren, ist nicht bekannt.